# Dave Haywood
Pour les articles homonymes, voir Haywood.
Dave Haywood (né le 5 juillet 1982) est un auteur-compositeur américain, membre du groupe Lady Antebellum créé en 2006. Il compose et écrit également des chansons pour d'autres artistes tels que Luke Bryan ou Miranda Lambert.

## Biographie
Dave Haywood est né Augusta, en Géorgie. Son père dentiste et sa mère enseignante sont très impliqués dans la musique de leur église. Son père apprend à Dave à jouer de la guitare et sa mère du piano.
Dave et sa famille déménagent pour le travail du père de Dave à Chapel Hill (Caroline du Nord) pendant une dizaine d'années. En 1993, la famille Haywood revient à Augusta. Dave rencontre Charles Kelley à la Riverside Middle School d'Evans, Géorgie. Ils commencent à jouer de la musique ensemble à la Lakeside High School, dans un groupe de jazz qui est également composé de Josh Kelley, le frère de Charles. Il fréquente l'Université de Géorgie d'où il sort diplômé en 2004. Dave forme ensuite le groupe de musique country Lady Antebellum en 2006, à Nashville avec Charles Kelley et Hillary Scott.

### Vie personnelle
Le 19 décembre 2011, Dave se fiance avec Kelli Cashiola. Le mariage a lieu le 14 avril 2012, à Nashville, Tennessee. Leur fils Cash Van Haywood naît le 7 septembre 2014.